# Дыдыкин, Николай Васильевич
Никола́й Васи́льевич Дыды́кин (29 декабря 1894, Палех, Владимирская губерния — 18 марта 1975, Ленинград) — русский советский скульптор, в юности — палехский иконописец; много лет жил и работал в Ленинграде. Заслуженный деятель искусств РСФСР (1956). Работы скульптора неоднократно завоёвывали призы на международных конкурсах. Участвовал в скульптурном оформлении станций Ленинградского метрополитена (статуи В. И. Ульянова-Ленина).

## Биография
Родился в селе Палех в семье иконописцев. Здесь же в 1910—1915 годах учился и работал в иконописной мастерской Н. М. Сафонова. Ещё подростком вместе с палехскими художниками восстанавливал фрески памятников древнерусского зодчества, в частности, в Ипатьевском монастыре (Кострома).
Учился в Петроградском (Ленинградском) художественно-промышленном техникуме, который окончил в 1925 году. Был учеником скульптора Всеволода Лишева (1877—1960).
С 1935 года участвовал в различных выставках.

## Произведения

### Композиции
- Пограничник с собакой, 1937.
- Помощь раненому товарищу.

### Памятники
Среди работ Дыдыкина — памятники Николаю Некрасову в селе Грешневе под Ярославлем, Дмитрию Фурманову — в Фурманове, Исааку Левитану — в Плёсе (открыт в 1974 году, архитектор В. Л. Новиков). Памятники воинам-победителям в Великой Отечественной войне работы Дыдыкина установлены в Кохме (архитектор В. Л. Новиков), Мыту, Приволжске, обелиск «Вечная слава» — в Палехе.
Санкт-Петербург
- Андрею Поленову (улица Маяковского, 12, НИИ нейрохирургии имени Поленова; архитектор Ю. Н. Смирнов.).
- Александру Пушкину (набережная реки Мойки, 12; архитектор Николай Медведев; открыт 5 октября 1952 года; материалы: бронза — скульптура, накладная доска; бутовый камень — постамент).

### Мемориальные доски
Санкт-Петербург
- Павлу Андрееву (улица Писарева, 18; архитектор Николай Болотский; гранит, бронза; 1967).
- Михаилу Калинину (Литейный проспект, 3/14; архитектор Александр Васильев; 1948; утрачена, местонахождение не известно).
- Михаилу Калинину (Литейный проспект, 3/21; архитектор А. В. Жук; 1948).
- Михаилу Калинину (проспект Стачек, 47; архитектор Давид Гольдгор; 1948).
- Михаилу Лермонтову (Садовая улица, 61; архитектор Михаил Егоров; 1962, в 2006 году демонтирована на время реконструкции здания).
- Всеволоду Лишеву (6-я линия Васильевского острова, 37; архитектор Михаил Мантуров; мрамор, бронза; 1993).
- Вере Мичуриной-Самойловой (улица Зодчего Росси, 2; архитектор Николай Смирнов; мрамор; 1950).
- Георгию Плеханову (площадь Островского; архитектор Михаил Егоров; мрамор; 1956).
- Александру Суворову (набережная Крюкова канала, 23; архитектор Иван Варакин; мрамор; 1950).
- Вячеславу Шишкову (Чебоксарский переулок, 2/9; архитектор Николай Смирнов; мрамор; 1950).

## Память
12 декабря 1978 года на родине художника, в посёлке Палех, был открыт музей-мастерская скульптора (улица Ленина, дом 23-а). Здесь экспонируется часть его произведений; работы скульптора хранятся также в музеях Санкт-Петербурга, Москвы, Тихвина, Ярославля и других городов. В музее-мастерской выставлена фигура Пушкина — копия памятника поэту в Санкт-Петербурге, во внутреннем дворике последней квартиры на набережной реки Мойки, дом 12. Здесь также экспонируется модель памятника Николаю Некрасову; памятник установлен на родине поэта в селе Гришнево Ярославской области.